# سهمگین‌گوسفند
سهمگین‌گوسفند (نام علمی: Pelorovis) نام یک سرده از زیرخانواده گاویان است.